# 屋良有作
屋良 有作（やら ゆうさく、1948年〈昭和23年〉3月15日 - ）は、日本の声優、俳優、ナレーターである。東京都足立区出身。青二プロダクション所属。
旧芸名は黒部 鉄。

## 来歴
東京都立航空工業高等専門学校卒業後、設計技術者を目指して自動車企業に就職。しかし間もなく「エンジニア向けではない」と言われ、勧められた営業に転向。進路に疑問を感じて5ヶ月後に退社。半導体メーカーに転職し、技術部に配属後、自ら希望し営業へ転属。しかし6年後、「営業状態がわかっているのに、ボーナスの要求額には提示が必須」に矛盾を感じて退社。
その後役者を志すようになり、偶然見たスポーツ紙に声優学校の記事を見つける。当時は24歳だったため、「年齢的に始めるには遅いか」と思っていたが、「声優の仕事なら演技が無経験でもできるのでは？」と思い、25歳で入学し、俳優・声優の活動を開始する。
演技の経験が演劇部で一度だけ代役で舞台に立っていた時くらいだったため、最初は台本を持つ手が震えて大変だったという。
吉沢演劇塾出身。以前はぷろだくしょんバオバブ、青二プロダクション、紅屋25時に所属していた。 2022年3月31日まではビーボの代表を務めていたが、高齢を理由に、3月末でのビーボの廃業、および古巣の青二プロへの復帰を発表した。なおネット上の一部資料で、劇団薔薇座在籍歴が存在するが、間違いであると本人が語っている。
2023年、第17回声優アワードにて、功労賞を受賞。

## 人物・特色
声種はバリトン。
今まで演じた役で印象に残っている役は『メイプルタウン物語』のグレテル役。敵役だが、どこか憎めないキャラクターで、演じていて楽しかったという。このことを、『ちびまる子ちゃん』のさくらヒロシ役など憎めない役の原点と語っている。
『ちびまる子ちゃん』で長い間受け持っている、さくらヒロシ役で知られ、「自分にとって名刺代わりである」と発言している。そうしたユーモラスな役柄以外に悪役、シリアスな役、美男子などを演じるなど幅は広い。小悪党タイプも演じることが多かったが、1997年時点ではお父さん声優で知られており、シブい役も演じている。
『魔法使いサリー』、『ドクタースランプ』など、リメイクや続編で内海賢二の持ち役を受け継いでおり、『ドラゴンボールZ 超サイヤ人だ孫悟空』のキャラクター「スラッグ」では若年期を屋良が、老年期を内海が演じている。内海の没後には、『第3次スーパーロボット大戦Z』における『太陽の使者 鉄人28号』の宇宙魔王、『荒野の用心棒』の追加収録部分でのラモン・ロホの吹き替えを内海から引き継いでいる。2016年12月4日に放送された『ドラゴンボール超』第69話では、屋良自身にとっては『ドクタースランプ』以来となる則巻千兵衛を演じている。
洋画吹替では、アーノルド・シュワルツェネッガーの初期の出演作品の吹き替え（『コマンドー』TBS版、『プレデター』フジテレビ版、『アーノルド・シュワルツェネッガーのSF超人ヘラクレス』日本テレビ版など）を担当したことで知られており、劇場版『ちびまる子ちゃん』（1990年12月15日、東宝）のパンフレットでは「アーノルド・シュワルツェネッガーの吹き替えでもお馴染み」、『カセット版世界おはなし名作全集 第5巻 おやゆびひめ』（1990年1月1日、小学館）では「アーノルド・シュワルツネーガーの吹き替え役が有名」と紹介されていた。また玄田哲章と津嘉山正種、大塚明夫と並んでシュワルツェネッガーとスティーブン・セガールの両者の吹き替えを経験している。
ナレーションとしての出演も多く、『宇宙大帝ゴッドシグマ』、『ついでにとんちんかん』、『聖伝-RG VEDA-』、OVA『銀河英雄伝説』などのアニメ作品や特撮『ウルトラマン80』で知られるほか、報道番組においてナレーションを受け持つことも多い（担当番組は後述）。
趣味はゴルフだが、いまだ初級とのこと。その他の趣味はスキューバダイビング。

## 出演
太字はメインキャラクター。

### テレビアニメ
1975年
- 宇宙の騎士テッカマン（警備兵）

1976年
- ゴワッパー5 ゴーダム（兵士、ドロンジャー）
- ポールのミラクル大作戦（ドライバー、騎士A、運転手、化猫怪獣、ジョー）

1977年
- 一発貫太くん（塁審）
- 超電磁マシーン ボルテスV（1977年 - 1978年、一平の父、獣士、船長、係員、隊員、ガルマン、ギルオン 他）

1978年
- 家なき子
- 宇宙戦艦ヤマト2（ザバイバルの副官、ヤマト乗組員、空間騎兵隊員）
- 科学忍者隊ガッチャマンII（一等航海士、ギャラクター、男A）
- 新・巨人の星
- 宝島（1978年 - 1979年）
- 闘将ダイモス（1978年 - 1979年、桂一、ローレンス、アラーン、富岡 他）
- ルパン三世（第2作）（1978年 - 1980年）

1979年
- アニメーション紀行 マルコ・ポーロの冒険（ハッサン・ルー、バニエンス）
- 科学忍者隊ガッチャマンF（ラシット）
- サイボーグ009（殺し屋A）
- 新・巨人の星II
- ゼンダマン（1979年 - 1980年、オオカミ男、カントク）
- 闘士ゴーディアン（クロリアス、ブラスターバック）
- ベルサイユのばら（1979年 - 1980年）
- 未来ロボ ダルタニアス（指揮官、カブト将軍、若い男、兵士、男A）

1980年
- あしたのジョー2（1980年 - 1981年）
- 宇宙大帝ゴッドシグマ（ダルトン、ナレーション）
- ザ☆ウルトラマン
- タイムパトロール隊オタスケマン（指揮者）
- 太陽の使者 鉄人28号
- 鉄腕アトム（第2作）（中村警部 他）
- 伝説巨神イデオン（副官）
- ムーの白鯨

1981年
- おはよう!スパンク
- 最強ロボ ダイオージャ（医師 他）
- 太陽の牙ダグラム（ダーク曹長、ジャッキー・ザルツェフ少佐）
- とんでも戦士ムテキング（ハイジャッカーB）
- ヤットデタマン（1981年 - 1982年、ダイゴロン、デルデルボーズ）

1982年
- 怪物くん（モンスターカー、アコちゃんのおじさん、チェリートリー）
- ゲームセンターあらし（男、隊長、司会者、部長B、ムカデ）
- 戦闘メカ ザブングル（ガリー）
- 太陽の子エステバン
- ダッシュ勝平（嵐、豪原）
- 忍者マン一平
- プロゴルファー猿（部下）
- 魔法のプリンセス ミンキーモモ（1982年 - 1983年、猫泥棒、ジン、工場長、ゴリラ、船長、ボブ、ジョン、支配人、マーロン）
- 六神合体ゴッドマーズ（サガミ、ニード 他）

1983年
- キャッツ♥アイ（男）
- 銀河疾風サスライガー（クタバッティ）
- さすがの猿飛（アンドレ、黒崎）
- スペースコブラ
- 聖戦士ダンバイン（マクガバン、アメリカ大統領）
- 装甲騎兵ボトムズ（暴走族、ギムアール・イスクイ）
- タイムスリップ10000年プライム・ローズ（キリコ）
- 超時空世紀オーガス（大尉）
- 特装機兵ドルバック（ヘンリー〈二代目〉、荒木、看守B、技師、ボルグ、ボルボ、研究員、オペレーター）
- パーマン（怪獣屋の男、犯人A、中学生B、隊員B、デビル悪島、警官、司会者、菅野、おじさん、村人A）
- フクちゃん（うなぎ屋さん、古本屋さん）
- プラレス3四郎（1983年 - 1984年、アナウンサー、デビル）
- 魔法の天使クリィミーマミ（1983年 - 1984年、監督 他）

1984年
- オヨネコぶーにゃん
- 機甲界ガリアン（1984年 - 1985年、ジルムセン・ランベル、住民）
- 重戦機エルガイム（頭取、艦長）
- 宗谷物語（高倉、松田吾郎、田坂）
- とんがり帽子のメモル（トリローネ）
- ふたり鷹（エビさん）

1985年
- 蒼き流星SPTレイズナー（ガブス）
- あした天気になあれ
- 機動戦士Ζガンダム（ローレン・ナカモト）
- ゲゲゲの鬼太郎（第3作）（1985年 - 1988年、ぬりかべ、黒川、まくらがえし、雨山博士、マンモス男、裁判官、赤舌、君子の父、水本、ワタリ刑事、おじさん、地主、クモ男）
- 三国志（李典）
- 小公女セーラ（カーマイケル〈2代目〉）
- 超獣機神ダンクーガ（デスガイヤー将軍）
- 北斗の拳（1985年 - 1987年、ゴウム、ターゲル、ダガール、ゲルド、カイゼル） - 2シリーズ

1986年
- あんみつ姫（太助）
- 銀牙 -流れ星 銀-（グレート）
- 銀河探査2100年 ボーダープラネット（ニューマン）
- 三国志II 天翔ける英雄たち（徐晃）
- 青春アニメ全集（吉良常）
- ハイスクール!奇面組（1986年 - 1987年、一堂啄石）
- 光の伝説（島田）
- メイプルタウン物語（1986年 - 1987年、グレテル）
- ワンダービート・スクランブル（ナレーション、スギタ・イサオ）

1987年
- アニメ三銃士
- 仮面の忍者 赤影（1987年 - 1988年、邪鬼）
- 機甲戦記ドラグナー（工場長、所長）
- きまぐれオレンジ☆ロード（1987年 - 1988年、アバカブ・マスター）
- シティーハンター（平尾、コネリー）
- 新メイプルタウン物語 パームタウン編（フィリップ、グレテル）
- 聖闘士星矢（1987年 - 1988年、アイオロス、トール）
- ついでにとんちんかん（1987年 - 1988年、茨木、ナレーター、シシリアーノ）
- のらくろクン（長島）
- めぞん一刻（屋台のおじさん）

1988年
- キテレツ大百科（1988年 - 1996年、パパ〈木手英太郎〉、キテレツ斎、夫婦、門木、藤十郎、男、行商人、足利義詮、警官、唐栗右エ門〈キテレツ斎の父〉、武蔵坊弁慶、唐倶利武者）
- 魁!!男塾（虎丸龍次）
- 闘将!!拉麵男（ガダム）
- トランスフォーマー 超神マスターフォース（ミネルバの父）
- ビックリマン（1988年 - 1989年、くも不動魔、お邪魔王、夜叉鬼ング、魔肖ネロ / ネロ魔身、怪鬼党賊、魔ダック）
- ひみつのアッコちゃん（第2期）（岡山）
- 燃える!お兄さん（ロッキー羽田）

1989年
- 悪魔くん（貧太の父）
- ウルトラB（金さん、部長）
- 美味しんぼ（板前）
- ジャングルブック・少年モーグリ（1989年 - 1990年、バーミリオン）
- ドラゴンクエスト アベル伝説（勇者）
- 魔法使いサリー（第2作）（1989年 - 1991年、パパ）

1990年
- ジャングル大帝（ルテナン）
- たいむとらぶるトンデケマン!（カッター、軍曹）
- ちびまる子ちゃん（1990年 - 、お父さん〈さくらヒロシ〉） - 2シリーズ
- 八百八町表裏 化粧師（平組の頭）
- 三つ目がとおる（文福福太郎）
- 笑ゥせぇるすまん（1990年 - 1992年、窓辺一郎、石井博若）

1991年
- きんぎょ注意報!（千歳の父）
- それいけ!アンパンマン（いわおとこ〈初代・4代目〉）
- 21エモン（モゴラン）

1992年
- お〜い!竜馬（ジョン・エリック）

1993年
- ミラクル☆ガールズ（大公）

1994年
- GS美神（土方歳三）

1995年
- アニメ世界の童話（野獣、オズ）
- ご近所物語（櫻田広彦）

1996年
- ゲゲゲの鬼太郎（第4作）（1996年 - 1998年、吸血鬼ピー、大首、穴ぐら入道）

1997年
- ドクタースランプ（1997年 - 1999年、則巻千兵衛）
- ネクスト戦記EHRGEIZ（アーノルド）
- YAT安心!宇宙旅行（長官）

1998年
- 星方武侠アウトロースター（レイロン）
- センチメンタルジャーニー（田崎竜也）
- MASTERキートン（ギャラード）

1999年
- ベターマン（尊者ヤクスギ）
- 名探偵コナン（1999年 - 2016年、古橋稔、電話の男 / サングラスの男、辰村慎介、山田晃道）

2000年
- キョロちゃん（プロデューサーK氏）
- 銀装騎攻オーディアン（ハロラン中将）
- 週刊ストーリーランド（2000年 - 2001年、リチャード・ジョーンズ、宗教団体〈男〉、南田重行）
- 陽だまりの樹（西郷隆盛）
- ポケットモンスター（ナガイ）

2001年
- グラップラー刃牙（オリバ）
- タッチ CROSS ROAD〜風のゆくえ〜（アイアン）

2002年
- 天使な小生意気（親玉）
- 満月をさがして（真田雄一郎）
- ボンバーマンジェッターズ（弁士）

2003年
- AVENGER（アルス〈クロス〉）
- アストロボーイ・鉄腕アトム（ハンター）
- 宇宙のステルヴィア（織原道夫）
- カスミン（教官）
- ギルガメッシュ（宇土啓造）
- コロッケ!（ラクガン）
- 遊☆戯☆王デュエルモンスターズ（アイアンハート）

2004年
- アガサ・クリスティーの名探偵ポワロとマープル（シャープ警部）
- ジパング（梅津三郎）
- 火の鳥（ウラジ）
- 陸奥圓明流外伝 修羅の刻（南光坊天海）

2005年
- ガン×ソード（バロン・メイヤー）
- こてんこてんこ（忍者）
- まじめにふまじめ かいけつゾロリ（2005年 - 2006年、オンジ、チャンポ）

2006年
- 009-1（オーディン）
- RAY THE ANIMATION（沢医院長）

2007年
- エレキング the Animation（41歳学生）
- 家庭教師ヒットマンREBORN!（ボンゴレ9代目ボス）
- シグルイ（牛股権佐衛門）
- 獣装機攻ダンクーガノヴァ（司令官）
- デルトラクエスト（バルダ）

2008年
- 機動戦士ガンダム00 セカンドシーズン（パング・ハーキュリー）
- ゴルゴ13（ホセ・カンポス）
- ポルフィの長い旅（クサロプーロス）

2009年
- 銀魂（地雷亜、羽柴藤之介）
- 毎日かあさん（早期教育の精霊）
- ルパン三世VS名探偵コナン（ジラード公爵）

2010年
- バクマン。（ナレーション）
- パンティ&ストッキングwithガーターベルト（西課長）

2011年
- まじっく快斗（ドロン刑事）
- 輪るピングドラム（鷲塚医師）
- みつどもえ 増量中!（「ガチレンジャー」ナレーション、ロボットの声）

2012年
- 戦国コレクション（ナレーション）
- 超訳百人一首 うた恋い。（三条院）
- トリコ（珍鎮々）

2013年
- ガイストクラッシャー（マンガン）
- COPPELION（司馬伝次郎）

2014年
- とある飛空士への恋歌（レオポルド・メルセ）
- ピンポン THE ANIMATION（小泉丈）
- 蟲師 続章（綱元）

2015年
- Classroom☆Crisis（山本シゲル）
- 団地ともお（歴史の教師）

2016年
- カミワザ・ワンダ（2016年 - 2017年、今馬虎）
- ドラゴンボール超（則巻千兵衛）
- ブレイブウィッチーズ（ナレーション、エアハルト・フォン・マンシュタイン）

2017年
- 鬼平（孫吉）
- 異世界食堂（2017年 - 2021年、トマス） - 2シリーズ

2018年
- 進撃の巨人（2018年 - 2022年、ロッド・レイス） - 2シリーズ

2019年
- 聖闘士星矢 セインティア翔（射手座のアイオロス）
- 賢者の孫（マーリン＝ウォルフォード）

2020年
- 八男って、それはないでしょう!（ブランターク）
- ストライクウィッチーズ ROAD to BERLIN（エアハルト・フォン・マンシュタイン）

2021年
- ドラえもん（テレビ朝日版第2期）（2021年 - 2024年、権之助、ミノス王）
- プラチナエンド（2021年 - 2022年、老いた神 / 前の神）

2023年
- 鬼滅の刃 刀鍛冶の里編（鉄地河原鉄珍）

2024年
- 星降る王国のニナ（大上皇）
- 逃走中 グレートミッション（ミリガン）

2025年
- 中禅寺先生物怪講義録 先生が謎を解いてしまうから。（竹熊先生）

### 劇場アニメ
1980年
- あしたのジョー

1982年
- 機動戦士ガンダムIII めぐりあい宇宙篇（タムラ）
- 伝説巨神イデオン 接触篇 THE IDEON; A CONTACT（ドモエ）
- 伝説巨神イデオン 発動篇 THE IDEON; Be INVOKED（ドモエ）
- 六神合体ゴッドマーズ

1983年
- ゴルゴ13
- ドキュメント 太陽の牙ダグラム（ザルツェフ）
- 忍者ハットリくん ニンニンふるさと大作戦の巻（メカ忍6号）

1985年
- 劇場版 ゲゲゲの鬼太郎（ぬりかべ）
- 戦国魔神ゴーショーグン 時の異邦人（警官B）
- ドラえもん のび太の宇宙小戦争（ドラコルル）
- 吸血鬼ハンターD（グレコ）

1986年
- ゲゲゲの鬼太郎 妖怪大戦争（ぬりかべ）
- ゲゲゲの鬼太郎 最強妖怪軍団!日本上陸!!（ぬりかべ）
- ゲゲゲの鬼太郎 激突!!異次元妖怪の大反乱（ぬりかべ）
- メイプルタウン物語（グレテル）
- 北斗の拳

1987年
- バツ&テリー（鬼頭）
- 新メイプルタウン物語 パームタウン編（グレテル）
- 妖獣都市（滝蓮三郎）

1988年
- きまぐれオレンジロード あの日にかえりたい（マスター）
- 銀河英雄伝説 わが征くは星の大海（クルト、ナレーション）
- 魁!!男塾（虎丸龍次）
- 闘将!!拉麵男（ガダム）
- 火の雨がふる（松尾先生）

1989年
- 悪魔くん（サタン）
- 迷宮物語
- 変幻退魔夜行 カルラ舞う! 奈良怨霊絵巻（錦織）

1990年
- おじさん改造講座（ゴンザレス赤尾）
- キムの十字架（ヤン）
- シティーハンター 百万ドルの陰謀（ディック支部長）
- ちびまる子ちゃん（お父さん）
- ヘヴィ（ラッキー・ローマン）
- 魔法使いサリー（パパ）

1991年
- ドラゴンクエスト ダイの大冒険（ナレーション）
- ドラゴンボールZ 超サイヤ人だ孫悟空（スラッグ）

1992年
- 風の大陸（ボイス）
- ちびまる子ちゃん わたしの好きな歌（お父さん）
- ドラえもん のび太と雲の王国（大統領）
- ろくでなしBLUES（小兵二）

1993年
- 銀河英雄伝説 新たなる戦いの序曲（エルラッハ）
- 三国志 第二部・長江燃ゆ!（周瑜）
- 獣兵衛忍風帖（源八）
- それいけ!アンパンマン 恐竜ノッシーの大冒険（岩男）
- ドラえもん のび太とブリキの迷宮（ガリオン侯爵）
- ぼのぼの（アライグマくん）
- ろくでなしBLUES 1993（富士雄）

1994年
- クレヨンしんちゃん ブリブリ王国の秘宝（ニーナ）
- ドラえもん のび太と夢幻三剣士（スパイドル将軍）

1995年
- マクロスプラス MOVIE EDITION（モーガン・マッソー）

1996年
- ウルトラマンカンパニー（セブン社長）
- 新きまぐれオレンジロード そして、あの夏のはじまり（アバカブマスター）

1997年
- エルマーの冒険（サイ）

1999年
- ドクタースランプ アラレのびっくりバーン（則巻千兵衛）
- MARCO 母をたずねて三千里（ロンバルディーニ）
- め組の大吾 火事場のバカヤロー（五味所長）

2001年
- ヴァンパイアハンター D（ボルゴフ）
- カウボーイビバップ 天国の扉（ホフマン）

2002年
- クレヨンしんちゃん 嵐を呼ぶ アッパレ!戦国大合戦（井尻又兵衛）

2003年
- 東京ゴッドファーザーズ（ミユキの父）
- ドラえもん のび太とふしぎ風使い（ストーム）

2008年
- クレヨンしんちゃん ちょー嵐を呼ぶ 金矛の勇者（ドウドウ、ナレーション）
- HIGHLANDER ハイランダー 〜ディレクターズカット版〜（ルディ）

2010年
- プランゼット（吉澤方面総監、ナレーション）

2011年
- 鋼の錬金術師 嘆きの丘の聖なる星（バタネン）

2012年
- 映画かいけつゾロリ だ・だ・だ・だいぼうけん!（マロウ）
- 放課後ミッドナイターズ（マイケル）

2015年
- ちびまる子ちゃん イタリアから来た少年（お父さん）

2022年
- RE:cycle of the PENGUINDRUM（鷲塚医師） - 前後編

2023年
- それいけ!アンパンマン ロボリィとぽかぽかプレゼント（いわおとこ）
- 劇場版 PSYCHO-PASS サイコパス PROVIDENCE（将軍〈ジェネラル〉）

### OVA
1984年
- BIRTH（ソルジャーB）

1985年
- 戦え!!イクサー1（ナレーション、渚の父）
- 吸血鬼ハンターD（グレコ）
- ホワッツマイケル
- 夢次元ハンターファンドラ（赤目のゲラン）

1986年
- ウォナビーズ（ジョー田口）
- ガルフォース 宇宙章（コマンダー・ドーン）
- 機甲界ガリアン 大地の章（ランベル）
- 機甲界ガリアン 天空の章（ランベル）
- 湘南爆走族（1986年 - 1999年、権田二毛作） - 11作品
- 装鬼兵M.D.ガイスト（ビースト）
- 超獣機神ダンクーガ 失われた者たちへの鎮魂歌（デスガイヤー将軍）
- 那由他（田宮先生）
- ルーツ・サーチ 食心物体X（物体X）

1987年
- エルフ・17（運転手）
- 禁断の黙示録 クリスタル・トライアングル（ウルガ〈グリゴリー・エフィモヴィチ〉）
- 超獣機神ダンクーガ GOD BLESS DANCOUGA（木下）
- 破邪大星ダンガイオー（オスカー）
- 火の鳥 ヤマト編（川上タケル）

1988年
- アニメ ハチ公物語（上野教授）
- 恐怖のバイオ人間 最終教師（狩魔無礼）
- 銀河英雄伝説（ナレーション、クルト 他）
- Crying フリーマン（新田刑事）
- 遠山桜宇宙帖 奴の名はゴールド（大男）
- ドミニオン（ブリテン）
- 魔界都市〈新宿〉（メフィスト）
- マドンナ 炎のティーチャー（有栖川）
- ワット・ポーとぼくらのお話（レジオ）

1989年
- MIDNIGHT EYE ゴクウ（田宮）
- ガルフォース 地球章（ノートン）
- クレオパトラD.C.（カーツ大佐）
- 聖獣機サイガード -CYBERNETICS・GUARDIAN-（ゴードン）
- ドッグソルジャー DOG SOLDIER:SHADOWS OF THE PAST（武智幸夫）
- Hi-SPEED JECY（ポトマック）
- バオー来訪者（ウォーケン）
- 風魔の小次郎（1989年 - 1992年、劉鵬） - 3作品
- ぶっちぎり（難波）
- 魔獣戦線（来留間源三）
- 燃える!お兄さん（ロッキー羽田）
- 妖魔（ヒゲ面）
- ライディングビーン（署長）

1990年
- 気ままにアイドル（辰つぁん）
- 新カラテ地獄変（柳ヶ瀬次朗）
- となりのトコロ（浦島太郎）
- トランスフォーマーZ（ダイアトラス）
- ニューイヤー星調査行（ナレーション）
- 変幻退魔夜行 カルラ舞う! 仙台小芥子怨歌（錦織彰）
- ポストの中の明日（宇土太郎）
- 緑山高校 甲子園編（海征院 徳田監督）

1991年
- 江口寿史の寿五郎ショウ（下品な父親）
- きまぐれオレンジロード ルージュの伝言（マスター）
- 恐怖新聞（ポルターガイスト）
- 聖伝-RG VEDA-（ナレーション、増長天）
- 超人ロック 新世界戦隊（ツアー）
- 超幕末少年世紀タカマル（座高タカノカミカオデカ）
- 帝都物語（幸田露伴）
- 巴がゆく!（海）
- 星くずパラダイス（桃山）
- 魔獣戦士ルナ・ヴァルガー（ヴァルガー、ナレーション）
- 迷走王ボーダー 社会復帰編（蜂須賀）

1992年
- 永遠のフィレーナ（ゼナ）
- 機神兵団（田村参謀）
- 新・超幕末少年世紀タカマル（1992年 - 1993年、座高タカノカミカオデカ）
- 世界の光 親鸞聖人（親鸞〈成人期〉）
- 破妖の剣（ガンディア王、ナレーション）

1993年
- 今日から俺は!!（1993年 - 1996年、今井）
- 紺碧の艦隊（高野五十六）
- 代紋TAKE2 第II章（鷹山忠）
- 特捜戦車隊ドミニオン（チャールズ・ブレンテン）
- ドラゴンボールZ外伝 サイヤ人絶滅計画（スラッグ、ハッチヒャック）

1994年
- 新・キューティーハニー（ドルメック）
- 真・孔雀王（王仁丸）
- マクロスプラス（モーガン・マッソー）
- 幽幻怪社（六昆）

1995年
- 精霊使い（涼恣絽）
- 3×3 EYES 〜聖魔伝説〜（呪鬼）
- 聖羅ヴィクトリー（いかりや）
- BE-BOP-HIGHSCHOOL（1995年 - 1998年、矢農〈バカ牛〉）

1996年
- 鉄腕バーディー（ギーガー）

1997年
- 旭日の艦隊（高野五十六）
- 紺碧の艦隊 特別編 蒼莱開発物語（高野五十六）
- サイコダイバー 魔性菩薩（国光）

1998年
- 銀河英雄伝説外伝 白銀の谷（ナレーション）
- 銀河英雄伝説外伝 朝の夢、夜の歌（ナレーション）
- 銀河英雄伝説外伝 汚名（ナレーション）
- 銀河英雄伝説外伝 千億の星、千億の光（ナレーション、キルヒアイスの父）

1999年
- 銀河英雄伝説外伝 螺旋迷宮（ナレーション）

2000年
- KIRARA（近平の父）
- 銀河英雄伝説外伝 叛乱者（ナレーション）
- 銀河英雄伝説外伝 決闘者（ナレーション）
- 銀河英雄伝説外伝 奪還者（ナレーション）
- 銀河英雄伝説外伝 第三次ティアマト会戦（ナレーション）

2004年
- 新ゲッターロボ（増長天）

2006年
- 聖闘士星矢 冥王ハーデス冥界編（アイオロス）

2007年
- 真救世主伝説 北斗の拳 ユリア伝（ダーマ）

2008年
- 聖闘士星矢 冥王ハーデスエリシオン編（アイオロス）

2009年
- 鋼の錬金術師 FULLMETAL ALCHEMIST DVD 第1巻 映像特典「盲目の錬金術師」（主人）

2017年
- 宇宙戦艦ヤマト2202 愛の戦士たち（ザバイバル）※ODS作品

2022年
- 銀河英雄伝説 Die Neue These 激突（アントン・ヒルマー・フォン・シャフト）

### Webアニメ
2015年
- 聖闘士星矢 黄金魂 -soul of gold-（射手座 アイオロス）

2017年
- クレヨンしんちゃん外伝 家族連れ狼（ナレーション、鳩）

2023年
- 悪魔くん（サタン）

### ゲーム
1989年
- イースI・II（魔道士・ダレス）
- 天外魔境 ZIRIA（あくろう王）

1991年
- イースIII（ドギ）
- ブライ 八玉の勇士伝説（マントス・ゴードン、ゾルドバ・ジーク）

1992年
- スナッチャー（ギリアン・シード）
- スプリガン mark2（イプシロン・アレクシオス、カース・ドレッドノート）
- ドラゴンスレイヤー英雄伝説II（ランドー）※PCエンジン版
- ブライII 闇皇帝の逆襲（マントス・ゴードン、ゾルドバ・ジーク）
- ぽっぷ'nまじっく（ガルダ・イグザーター）
- 魔法の少女シルキーリップ（ケチャ）
- ファージアスの邪皇帝（サッドネス、カトゥン）

1993年
- イースIV The Dawn of Ys（ドギ）

1994年
- エメラルドドラゴン（バルソム）
- ドラゴンボールZ 真サイヤ人絶滅計画 -地球編-（スラッグ）
- モンスターメーカー 闇の竜騎士（ンゴールド）

1995年
- SPACE GRIFFON VF-9（オレッグ）
- ダブルドラゴン（ダルトン）
- ちびまる子ちゃん まる子絵日記ワールド（おとうさん〈さくらヒロシ〉）
- 超人学園ゴウカイザー（バトルマスター神龍）
- プリンセスメーカー（父、王様）※PCエンジン版
- ブルー・シカゴ・ブルース（テッド・ロッセン）
- HORNED OWL（マルコ）
- 水滸演武（豹子頭 林冲、ナレーション）

1996年
- OverBlood（ラズ・カーシ）
- コブラ ザ・シューティング（コブラ）
- ちびまる子ちゃん まる子デラックスクイズ（お父さん）
- フェーダ・リメイク! エンブレム・オブ・ジャスティス（ルーク・ヘッグマイヤー）
- マジクール
- LUNAR シルバースターストーリー（ファイディ、メル、マイト）

1997年
- イバラード 〜ラピュタの孵る街〜（ブレガラッド、ナレーション）

1998年
- OverBlood2（ラズ・カーシ）
- 仙窟活龍大戦カオスシード（龍雷漢）
- 装甲騎兵ボトムズ ウド・クメン編（イスクイ）
- ポポローグ（レパルド）

1999年
- 俺の屍を越えてゆけ（ナレーション、源太）
- コブラ ギャラクシーナイツ（キング）
- 奏（騒）楽都市OSAKA（大野木庄司）
- ラーメン橋（着流しの老人）

2000年
- 決戦（福島正則）
- サンライズ英雄譚R（ジルムセン・ランベル）

2003年
- SUNRISE WORLD WAR Fromサンライズ英雄譚（ランベル、ザルツェフ）

2004年
- 宇宙のステルヴィア（織原道夫）
- スーパーロボット大戦GC（デスガイヤー将軍）

2005年
- 魁!!男塾（虎丸龍次）
- 第3次スーパーロボット大戦α 終焉の銀河へ（デスガイヤー将軍、シヴァー・ゴッツォ）
- 北斗の拳（ダガール）

2006年
- スーパーロボット大戦XO（デスガイヤー将軍）
- 天外魔境 ZIRIA〜遥かなるジパング〜（悪路王）
- ドラゴンボールZ Sparking!（2006年 - 2024年、スラッグ） - 3作品
- NARUTO -ナルト- 木ノ葉スピリッツ!!（究極の傀儡）
- 任侠伝 渡世人一代記（松風義一郎）
- メタルギアソリッド ポータブル・オプス（パイソン）

2007年
- アサシン クリード（アル・ムアリム）
- 召喚少女 〜ElementalGirl Calling〜（ヴォイド）
- 聖闘士星矢 冥王ハーデス十二宮編（アイオロス）
- メタルギアソリッド ポータブル・オプス+（パイソン）

2008年
- アーマード・コア フォーアンサー（ナレーション）
- クレヨンしんちゃん 嵐を呼ぶ シネマランド カチンコガチンコ大活劇!
- スーパーロボット大戦Z（ダルトン、大尉）

2009年
- ちびまる子ちゃんDS まるちゃんのまち（おとうさん〈ヒロシ〉）
- リトルアンカー（ナレーション）
- LUNAR ハーモニー オブ シルバースター（白竜のファイディ、メル・デ・アルカーク、マイト）

2011年
- アサシン クリード リベレーション（アル・ムアリム）
- 聖闘士星矢戦記（アイオロス）
- ドラゴンボールヒーローズ（2011年 - 2018年、スラッグ） - 5作品
- FAIRY TAIL PORTABLE GUILD2（マベル）

2013年
- ガイストクラッシャー（マンガン）
- 聖闘士星矢 ブレイブ・ソルジャーズ（アイオロス）
- トリコ グルメガバトル!（珍鎮々）

2014年
- クレヨンしんちゃん 嵐を呼ぶ カスカベ映画スターズ!（又兵衛）
- 魁!!男塾 〜日本よ、これが男である!〜（虎丸龍次）
- 第3次スーパーロボット大戦Z 時獄篇（宇宙魔王）
- バイオハザード HDリマスター（バリー・バートン）

2015年
- ガールフレンド（仮）（悪寿司職人）
- スーパーロボット大戦BX（ジルムセン・ランベル）
- 聖闘士星矢 ソルジャーズ・ソウル（アイオロス、トール）
- 第3次スーパーロボット大戦Z 天獄篇（宇宙魔王）
- バイオハザード リベレーションズ2（バリー・バートン）

2016年
- ドラゴンボール ゼノバース2（スラッグ）

2018年
- 銀魂乱舞（地雷亜） - DLC追加キャラクター

2019年
- スーパードラゴンボールヒーローズ ワールドミッション（スラッグ）
- ドラゴンボール レジェンズ（スラッグ、レズン）
- ぷよぷよ!!クエスト（則巻千兵衛）
- SDガンダム GGENERATION CROSSRAYS（パング・ハーキュリー、マイキャラクターボイス〈男性15〉）

2020年
- ドラゴンボールZ カカロット（則巻千兵衛）
- 聖闘士星矢 ライジングコスモ（射手座 アイオロス）

2021年
- スーパーロボット大戦DD（カブト将軍）
- LOST JUDGMENT 裁かれざる記憶（奥田雄三）
- 真・女神転生V（ギュスターヴ）

2024年
- 真・女神転生V Vengeance（ギュスターヴ）

### 吹き替え

#### 担当俳優
アーノルド・シュワルツェネッガー
- アーノルド・シュワルツェネッガーのSF超人ヘラクレス（ヘラクレス）
- イレイザー（ジョン・クルーガー）※ソフト版
- コマンドー（ジョン・メイトリクス）※TBS版
- ジングル・オール・ザ・ウェイ（ハワード・ラングストン）※ソフト版
- トータル・リコール（ダグラス・クエイド / ハウザー）※ソフト版・機内上映版
- プレデター（アラン・“ダッチ”・シェイファー）※フジテレビ版
- レッドソニア（カリドー）

サミュエル・L・ジャクソン
- 英雄の条件（チルダーズ大佐）※フジテレビ版
- ジャンゴ 繋がれざる者（スティーブン）
- ダイ・ハード3（ゼウス・カーバー）※フジテレビ版

ジェームズ・ガンドルフィーニ
- 恋のクリスマス大作戦（トム・ヴァルコ）
- ザ・メキシカン（ウィンストン・バルドリー〈リロイ〉）※機内上映版
- ラスト・キャッスル（ウィンター大佐）

スティーヴ・マーティン
- 12人のパパ（トム・ベイカー）
- 12人のパパ2（トム・ベイカー）
- Shopgirl/恋の商品価値（レイ）

#### 映画
- RV（トラヴィス・ゴーニキー〈ジェフ・ダニエルズ〉）
- 悪魔の受胎（ミッチ）
- アサルト13 要塞警察（マリオン・ビショップ〈ローレンス・フィッシュバーン〉）※ソフト版
- アダプテーション（ジョン・マルコヴィッチ）
- アニマル・ハウス（オーティス・デイ）※テレビ朝日版
- アメリカン・グラフィティ（ウルフ先生）※TBS版
- アルマゲドン（チャールズ・“チック”・チャップル〈ウィル・パットン〉）※フジテレビ版
- イズント・シー・グレート（アーヴィング・マンスフィールド〈ネイサン・レイン〉）
- イナゴの日（オニール）
- イノセント・ラブ（ダンカン・ウィダーズ〈スティーヴン・バウアー〉）
- イン・ザ・ネイビー（トム・ドッジ艦長〈ケルシー・グラマー〉）
- インナースペース（ラスティ）※ソフト版
- ヴァン・ヘルシング（フランケンシュタイン〈シュラー・ヘンズリー〉）※ソフト版
- Vフォー・ヴェンデッタ（フィンチ警視〈スティーヴン・レイ〉）
- ウェドロック（サム〈ジェームズ・レマー〉）※TBS版
- エアポート'80（ボイジー・ジラード）
- エイリアン2（ドゥエイン・ヒックス伍長〈マイケル・ビーン〉）※TBS版
- オーメン2/ダミアン（ケイン博士〈メシャック・テイラー〉）※LD版
- 男たちの挽歌 III アゲイン/明日への誓い（ボン軍曹）※ソフト版
- オフサイド7（ナット・ジャドソン〈リチャード・ラウンドトゥリー〉）
- 風に向って走れ（兵士1）
- 彼女がステキな理由（デクスター・キング〈ジェフ・ゴールドブラム〉）
- ガンジー ※フジテレビ版
- カンフーキッド/好小子（ウェイター1）
- カンフーキッド/大暴れ!!悪ガキ6人衆（ターザン）※日本テレビ版
- カンフーハッスル（火雲邪神）
- ガンメン（ダニー・サヴィーゴ〈クリストファー・ランバート〉）
- 騎兵隊（北軍大尉）※TBS新録版
- キャット・ピープル（ジョー〈エド・ベグリー・ジュニア〉）※フジテレビ版
- キャノンボール（テリー・ブラッドショー[100]）※テレビ朝日版
- 9か月（マーティ〈トム・アーノルド〉）
- キラー・エリート（ブルース〈ジョージ・チェン〉）
- 銀河ヒッチハイク・ガイド（ガイド〈スティーヴン・フライ〉）
- キングサイズ（オロ・イエドリナ〈ジャック・チェミルニク〉）
- グラン・ブルー（エンゾ・モリナリ〈ジャン・レノ〉）※テレビ朝日版
- クリーチャー（マイク・デイヴィソン〈スタン・アイヴァー〉）
- 黒いチューリップ（マンザン）※テレビ東京版
- 軍用列車（ピーボディ〈ビル・マッキニー〉）※TBS版
- 刑事ニコ/法の死角（ニコ・トスカーニ〈スティーヴン・セガール〉）※ソフト版
- ケンタッキー・フライド・ムービー（ドナルド・サザーランド、ビル・ビクスビー）※ソフト版
- 荒野のドラゴン（カンニバル）
- 荒野の用心棒（ラモン・ロホ〈ジャン・マリア・ヴォロンテ〉）※テレビ朝日版追加収録部分
- ゴッドファーザー PART III（アル・ネリ〈リチャード・ブライト〉）※ソフト版
- 五福星（モジャ〈ジョン・シャム〉）※追加収録部分
- 殺したいほどアイ・ラブ・ユー（ラリー刑事〈ジェームズ・ギャモン〉）
- サイバーロボ（クワン）
- さいはての用心棒（ブライアン、ケルヴィン）※TBS版
- サイレント・パートナー（マイルズ・カレン〈エリオット・グールド〉）
- ザ・カンニング IQ=0（トーゴ）
- 殺人のはらわた（マーティFBI捜査官〈アンディ・ロマーノ〉）
- 砂漠のライオン（ブ・マタリ）
- ザ・フォッグ（ディック・バクスター、メル）※テレビ東京版
- ザ・フライ2 二世誕生（トリンブル）※テレビ朝日版
- サルバドル/遥かなる日々（ドクター・ロック〈ジェームズ・ベルーシ〉）
- しあわせへのまわり道（ダルワーン・シン・トゥール〈ベン・キングズレー〉）
- 地獄の戦艦（フレッド・ムサリー艦長〈ジェームズ・カーン〉）
- 七小福（ユー〈サモ・ハン・キンポー〉）
- シティ・オブ・ゴースト（マーヴィン〈ジェームズ・カーン〉）
- ジャッキー・チェンの醒拳（ショウ・キン）※劇場公開版
- ジャッキー・チェンの必殺鉄指拳（ヤン〈クァン・チュン〉[101]）※TBS版
- 13日の金曜日 PART3（チャック）
- ジュマンジ（カール・ベントレー〈デヴィッド・アラン・グリア〉）※フジテレビ版
- 少林寺への道（ティエチン〈カーター・ワン〉）
- 白と黒のナイフ（ボビー・スレード）
- ジングル・オール・ザ・ウェイ（マイロン・ララビー〈シンバッド〉）※フジテレビ版
- シンドバッド虎の目大冒険（ハッサン）※ソフト版
- スーパーコップ90（マイク・ギャラガー〈ピーター・ウェラー〉）※テレビ東京版
- スーパー・マグナム（ロドリゲス）※テレビ朝日版
- スーパーマンIII/電子の要塞（消防署長〈アル・マシューズ〉）
- 素顔のままで（シャド〈ヴィング・レイムス〉）※ソフト版
- 過ぎゆく時の中で（アロン〈チョウ・ユンファ〉）
- ストリート・オブ・ファイヤー（エド・プライス署長）※フジテレビ版
- スター・ウォーズ 新たなる希望（ビッグス・ダークライター）※劇場公開版、（ゴールドリーダー、ドクター・エヴァザン）日本テレビ版1
- スター・ウォーズ 帝国の逆襲（ボバ・フェット、ザミュエル・レノックス艦長）※日本テレビ版
- スピード（オーティズ）※フジテレビ版
- スピード2（ジュリアーノ〈テムエラ・モリソン〉）※フジテレビ版
- スペースバンパイア ※テレビ朝日旧録版
- スリーピング・モンキー/睡拳（弟子1）
- セブン・イヤーズ・イン・チベット（摂政〈ダニー・デンゾンパ〉）※フジテレビ版
- センチネル（マイケル・レーマン〈クリス・サランドン〉）
- 空の大怪獣Q（ジミー・クイン〈マイケル・モリアーティ〉）
- ダーククリスタル ※フジテレビ版
- ダーティハリー2（レッド・アストラハン〈キップ・ニーヴェン〉）※テレビ朝日版、（ハイジャック犯）※フジテレビ版
- ターミネーター（路地裏の警官）※テレビ朝日版
- 大逆転（ビリー〈エディ・マーフィ〉）※機内上映版
- 第5惑星（ダビッジ〈デニス・クエイド〉）
- 大丈夫日記（チェン刑事〈ケント・チェン〉）
- 大西部無頼列伝（ギターノ）※テレビ東京版
- ダイ・ハード（ロビンソン市警副本部長〈ポール・グリーソン〉）※フジテレビ版
- 007 ダイヤモンドは永遠に（マキシー）※TBS旧録版
- ダブルボーダー（ルーサー・フライ軍曹）
- ダンス・フィーバー（DJ〈ラッセル・ラッセル〉）
- 地球に落ちて来た男（ピータース〈バーニー・ケイシー〉）
- チャイルド・プレイ（マイク・ノリス〈クリス・サランドン〉）
- チャンピオン鷹（キン〈ディック・ウェイ〉）
- 超高層プロフェッショナル（ライオネル〈ロジャー・E・モーズリー〉）
- デーヴ（アラン・リード大統領補佐官〈ケヴィン・ダン〉）※テレビ朝日版
- テッド2（裁判長〈ロン・カナダ〉[102]）
- デューン/砂の惑星（ユエ・ウェリントン〈ディーン・ストックウェル〉）※日本テレビ版
- 天地創造（カイン〈リチャード・ハリス〉）※日本テレビ版
- トータル・フィアーズ（ネメロフ〈キアラン・ハインズ〉）※フジテレビ版
- 動物と子供たちの詩（ハスラー〈ブルース・グローヴァー〉）
- ドク・ハリウッド（ハンク・ゴードン〈ウディ・ハレルソン〉）※ソフト版
- ドラゴンロード（阿牛[103]）※フジテレビ版
- トランザム7000（ジャスティスJr.〈マイク・ヘンリー〉）
- トロイ（ナレーション）※ソフト版
- ナチュラル（バンプ・ベイリー〈マイケル・マドセン〉）※テレビ朝日版
- ニンジャII/修羅ノ章（チョウ・オオサキ〈ショー・コスギ〉）
- ネイビー・シールズ（グラハム〈デニス・ヘイスバート〉）※テレビ朝日版
- ネバーエンディング・ストーリー3（バーニー・バックス〈ケヴィン・マクナルティ〉）※ソフト版
- 狙う女 恐怖の連続レイプ殺人（マック・マッキャン〈エド・ハリス〉）※テレビ東京版
- ハード・ボイルド 新・男たちの挽歌（局長）※フジテレビ版
- パーフェクト・カップル（ジャック・スタントン〈ジョン・トラボルタ〉）
- ハーレム・ナイト（リッチー、ウィリー）※フジテレビ版
- ハイウェイマン（マックリン〈フランキー・フェイソン〉）※テレビ東京版
- バタリアン（スーサイド〈マーク・ヴェンチュリニ〉）
- バック・トゥ・ザ・フューチャー PART2（テリー〈チャールズ・フライシャー〉、謎の一家の父）※テレビ朝日版
- パッセンジャー57（ジョン・カッター〈ウェズリー・スナイプス〉）※日本テレビ版
- バトルクリーク・ブロー（バスター・モンティ〈アール・メイナード〉）
- パラダイム（コールダー）
- パララックス・ビュー（パット）
- ピースキーパー（ノースロップ中佐〈モンテル・ウィリアムズ〉）※テレビ朝日版
- 瞳が忘れない/ブリンク（ミッチェル）
- ビバリーヒルズ・コップ（アクセル・フォーリー〈エディ・マーフィ〉）※機内上映版
- 評決のとき（ハリー・レックス・ボナー〈オリヴァー・プラット〉）※フジテレビ版
- ピラニア（警官）
- ファイアーストーム（シェイ〈ウィリアム・フォーサイス〉）
- フェイス/オフ（ティト・ビオンディ〈ロバート・ウィズダム〉）※フジテレビ版
- フォー・フレンズ/4つの青春（ダニロ・プロザー〈クレイグ・ワッソン〉）
- フォルテ（グリフィン〈ギャリー・シャンドリング〉）
- フォレスト・ガンプ/一期一会（バッバ・ブルー〈ミケルティ・ウィリアムソン〉）※フジテレビ版
- 復讐のドラゴン（バッファロー）
- 復讐のビッグガン（デヴィ）
- 普通の人々（バック）※テレビ朝日版
- プラトーン（ビッグ・ハロルド〈フォレスト・ウィテカー〉）※テレビ朝日版
- ブラニガン（ゴーマン〈ダニエル・パイロン〉）
- フラバー（スミス〈クランシー・ブラウン〉）
- プルート・ナッシュ（ブルーノ〈ランディ・クエイド〉）
- プレデター2（フィル・ハイネマン本部長〈ロバート・デヴィ〉）※テレビ朝日版
- ブロードウェイのダニー・ローズ（ルー・カノーヴァ〈ニック・アポロ・フォルテ〉）
- ブロードキャスト・ニュース（アーロン・アルトマン〈アルバート・ブルックス〉）
- ベルボーイ狂騒曲/ベニスで死にそ〜（モーリス・ホートン〈リチャード・グリフィス〉）
- ホーム・アローン（ガス・ポリンスキー〈ジョン・キャンディ〉、ラリー・バルザック巡査）※フジテレビ版
- 誇り高き戦場（ロング中尉〈リンデン・チャイルズ〉）※TBS新録版
- ポルターガイスト（ライアン）※フジテレビ版
- ホワイトファング2/伝説の白い牙（リーランド・ドルーリー牧師〈アルフレッド・モリーナ〉）※ソフト版
- M★A★S★H マッシュ（スピアチャッカー〈フレッド・ウィリアムソン〉）※LD版
- マッチスティック・メン（Dr.クレイン〈ブルース・アルトマン〉）
- 真夜中の青春（ピーター）
- マルコヴィッチの穴（ジョン・ホレイショ・マルコヴィッチ〈ジョン・マルコヴィッチ〉）
- ミクロキッズ（ビッグ・ラス・トンプソン〈マット・フリューワー〉）
- ミシシッピー・バーニング（タウンリー〈スティーヴン・トボロウスキー〉）※テレビ朝日版
- Mr.3000（スタン・ロス〈バーニー・マック〉）
- Mr.Boo!ギャンブル大将（乞食）
- Mr.レディMr.マダム（ジャコブ〈ベニー・リュケ〉）
- Mr.レディMr.マダム2（ジャコブ〈ベニー・リュケ〉）
- ミュータント・ニンジャ・タートルズ:影〈シャドウズ〉（バクスター･ストックマン博士〈タイラー・ペリー〉）
- 未来世紀ブラジル（スプーア〈ボブ・ホスキンス〉）
- ミラクルマスター/7つの大冒険（セス〈ジョン・エイモス〉）※TBS版
- 猛獣大脱走
- 燃えよデブゴン 出世拳（リンカイ）
- 燃えよデブゴン4 ピックポケット!（ウー〈リチャード・ン〉）
- 元大統領危機一発/プレジデント・クライシス（ウィリアム・ヘイニー〈ダン・エイクロイド〉）
- 勇気ある追跡（ブーツ・フィンチ）※テレビ朝日版
- 遊星からの物体X（チャイルズ〈キース・デイヴィッド〉）
- ラビリンス/魔王の迷宮（左上のラルフ）※フジテレビ版
- ランボー/怒りの脱出（エリクソン〈マーティン・コーヴ〉）※TBS版・テレビ朝日版
- リコシェ（オデッサ〈アイス-T〉）※日本テレビ版
- レア魔性の肉体（ハリー・バーバー〈ウディ・ハレルソン〉）※テレビ東京版
- 霊幻道士（ウェイ）
- レオン 完全版（トニー〈ダニー・アイエロ〉）※BD版
- ローズ（ミレッジ〈ジョン・デニス・ジョンストン〉、運転手）
- ロビン・フッド（アジーム〈モーガン・フリーマン〉）※フジテレビ版
- 鷲は舞いおりた（ブラント）
- 罠・ドーベルマンパトロールの恐怖（チャック〈ジェームズ・ブローリン〉）

#### ドラマ
- iCarly（グレッグ・ホーバス）
- アイドゥ・アイドゥ 〜素敵な靴は恋のはじまり（パク・グァンソク〈パク・ヨンギュ〉）
- アメリカン・ヒーロー
- イップ・マン（リョン・ピック（中国語版）〈ブルース・リャン〉）
- インディ・ジョーンズ/若き日の大冒険（ヨーゼフ）
- 宇宙船レッド・ドワーフ号（うぬぼれ屋〈クレイグ・ファーガソン〉）
- 華麗なるペテン師たち3（ベニー・フレイザー）
- 警察署長（刑事）
- 刑事コロンボ 悪の温室（ケン・ニコルズ〈ウィリアム・スミス〉）※日本テレビ版
- 刑事スタスキー&ハッチ シーズン1 #19（ディクシー）
- コールドケース7 ザ・ファイナル（ハリー・デントン）
- こちらブルームーン探偵社（マギリカディ）
- ザ・コミッシュ（トニー・スキャリ〈マイケル・チクリス〉）
- ザ・シールド ルール無用の警察バッジ（ジョン・キャバナー〈フォレスト・ウィテカー〉）
- サンズ・オブ・アナーキー（クレイ・モロー〈ロン・パールマン〉）
- CSI:サイバー2（カルヴィン・ムンド〈グレッグ・ヘンリー〉）
- ジェシカおばさんの事件簿 シーズン1 #6（トニー・ホリデイ〈エドワード・アルバート〉）、#12（ベン・コールマン〈グリン・ターマン〉）
- ジム・ヘンソンのファンタジー・ワールド（ベアード）
- シャーロック・ホームズの冒険 まがった男（ベイツ）
- スペース・レンジャーズ（ドク・クルーガー〈ジャック・マクギー〉）
- 青春の城 コビントン・クロス（アームス・グレイ〈ティム・キリック〉）
- SOAP ソープ シーズン2 #17（バック）
- 探偵ハート&ハート シーズン4 #21（ブレイク）
- 地上最強の美女たち!チャーリーズ・エンジェル シーズン2 #4（ジョジョ）、#13（トーマス・ロメロ）
- 超音速攻撃ヘリ エアーウルフ
  - シーズン1 #3（エステバン・サントス）、#11（ウィリー・ナッシュ軍曹）
  - シーズン2 #16（マヌエル）
  - シーズン3 #17（ザック）
- 特捜刑事マイアミ・バイス
  - シーズン1 #15（ジミー・コール〈グレン・フライ〉）
  - シーズン2 #7（レグバ〈クラレンス・ウィリアムズ3世〉）、#21（ジャクソン〈ゲイリー・コール〉）
  - シーズン3 #15（サヴェージ）、#23（ドン・ガイエゴ）
- 特攻野郎Aチーム
  - シーズン1 #13（ジェフ・ルイス保安官）
  - シーズン2 #9（レス）、#22（コリンズ軍曹）
  - シーズン3 #13（バウアーズ、バーロウ軍曹）
- ナイトライダー
  - シーズン1 #1（マンツィー〈ハーバート・ジェファーソン・ジュニア〉）
  - シーズン2 #20（ジミー〈ランディ・ポーク〉）
  - シーズン3 #7（チャック・ウォーリーバートン〈リー・ライアン〉）
- バーン・ノーティス 元スパイの逆襲
  - シーズン3 #2（サントーラ）
  - ファイナルシーズン #7（フランク・ウェスティン）
- パパにはヒ・ミ・ツ シーズン2 #10（ヴィック）
- ヒルストリート・ブルース
  - シーズン2 #3（ヴァージル・ブルックス）、#8（ダッドリー）
  - シーズン5 #22・23（フィル・デューガン〈スティーヴン・マクト〉）
- フェーム/青春の旅立ち シーズン1 #3（ウィラード）
- フリッパー シーズン1 #5・6（ヘルナンデス）
- フルハウス シーズン5 ＃5
- ボスを守れ（チャ会長〈パク・ヨンギュ〉）
- ホワイトカラー（ジョージ・オズワルド〈エイダン・クイン〉）
- 名探偵ポワロ ※NHK版
  - イタリア貴族殺害事件（マリオ・アスカニオ）
  - もの言えぬ証人（ジェイコブ・タニオス）
- 愉快なシーバー家 シーズン1 #14（ブロックトン〈ダン・ラウリア〉）
- リゾーリ&アイルズ ヒロインたちの捜査線 シーズン5 #7（パトリック・ドイル〈ジョン・ドーマン〉）
- ロンサム・ダブ（フロッグ・リップ）

#### アニメ
- イウォーク物語（ゴルニーシュの部下）※DVD版
- アラジンシリーズ（衛兵隊長ラズール）
  - アラジン
  - アラジン ジャファーの逆襲（盗賊）
  - アラジン完結編 盗賊王の伝説
  - アラジンの大冒険
- 犬ヶ島（ジュピター[104]）
- 新くまのプーさん（ティガー）※バンダイ版
- 子猫になった少年（パトゥー）
- 地上最強のエキスパートチーム G.I.ジョー（グラント）
- トムとジェリーの宝島（ポール）
- パパはグーフィー
- ビアンカの大冒険（オービル）
- ペンギン物語〜きらきら石のゆくえ〜（ロッコ）
- ポーラー・エクスプレス（スチーマー）
- ミッキーのアルバイトは危機一髪（フランクノリー博士）
- ルイスと未来泥棒（山高帽の男〈グーブ〉）

#### 人形劇
- フラグルロック（マーロン）

### 特撮
- ウルトラマン80（1980年、ナレーション）
- ゴジラ×メガギラス G消滅作戦（2000年、ナレーション）[12]
- 海賊戦隊ゴーカイジャー（2011年、センデンの声）

### 人形劇
- こどもにんぎょう劇場「どんぐりと山ねこ」（山猫）
- プリンプリン物語（ドオン殿下）

### ラジオ
- ヴィンテージサウンドミュージアム「音の博物館」（JFN）
- ラジオドラマ・エメラルドドラゴン（バルソム、ナレーション）
- 青春アドベンチャー
  - 超能力はワインの香り（赤坂悟郎、ナレーション）

### CD
- インフェリウス惑星戦史外伝 CONDITION GREEN（ジョルジュ・ガルディーノ）
- Weiß kreuzシリーズ（アムリーシュ・カーン大佐）
  - Weiß kreuz Dramatic Image Album III SCHWARZ I
  - Weiß kreuz Dramatic Image Album IV SCHWARZ II
- 風の大陸ドラマCD（ボイス）
- ゴミ溜めPEACE（ジェイク・ハンドレット）
- COMBINATION（屋良課長）
- CDシアター ドラゴンクエストシリーズ（ナレーター、マスタードラゴン / プサン、ゼニス王）
- 集英社カセットコミックシリーズ 魁!!男塾 天挑五輪大武會編（虎丸龍次）
- 集英社カセットコミックシリーズ 魁!!男塾2 死闘!冥凰島決勝トーナメント（虎丸龍次）
- 集英社カセットブック ジョジョの奇妙な冒険 第1巻 空条承太郎見参の巻（ナレーション）
- 十兵衛紅変化（柳生十兵衛三厳）
- 新撰組異聞 蒼き狼たちの神話|新撰組異聞 蒼き狼たちの神話シリーズ（近藤勇）
  - 新撰組異聞 蒼き狼たちの神話1 天道
  - 新撰組異聞 蒼き狼たちの神話2 浅葱色の夜明け
- 超幕末少年世紀タカマルシリーズ
  - 超幕末少年世紀タカマル ちゃんぽん王国国立ちゃんぽん学園大学芸会! 国をあげての大騒ぎ!でござる（座高タカノカミ）
  - 新・超幕末少年世紀タカマルCD劇場 めもりあるボックス 〜我ら熱風少年〜（タカノカミ）
- 吸血鬼ハンター D-妖殺行（ボルゴフ）
- ファイアーエムブレム 旅立ちの章（ジェイガン）
- Fate/stay night Original Soundtrack & Drama CD Garden of Avalon - glorious, after image（エクター）
- 星くずパラダイス（桃山）
- 魔法陣グルグル ドラマCD 〜大迷惑!熱血妖精の恩返し〜（キドアイジーンドラゴン）
- ロードス島戦記〜吟遊詩人の記憶〜（ナレーション）

### ナレーション
- プロローグ・オブ・ターミネーター2
- ラスタとんねるず'94「大作戦シリーズ」
- ウッチャンウリウリ!ナンチャンナリナリ!!「銀河放浪伝説」
- ゴジラ×メガギラス G消滅作戦
- 午後は○○おもいッきりテレビ（日本テレビ系列）
- NNNニュースプラス1（日本テレビ系列）
- NNN Newsリアルタイム（日本テレビ系列）
- NNNきょうの出来事（日本テレビ系列）
- news every.「特集」コーナー（日本テレビ系列）
- マイケルジャクソンの真実 〜緊急独占放送 密着240日〜（日本テレビ系列）
- 世界同時公開・日本独占放送 0911 カメラはビルの中にいた（日本テレビ系列）
- JNN報道特集→報道特集NEXT→報道特集（TBS系列）
- NEWS23（TBS系列）
- 女神の天秤（TBS系列）
- 報道スクープ決定版（TBS系列）
- メディアが伝えた決定的瞬間!関口宏の報道30時間テレビ テレビ自民党戦国史（TBS系列）
- 健康DNA（BS-i）
- スーパーモーニング（テレビ朝日系列）
- 報道ステーション（テレビ朝日系列）
- 土曜スペシャル（テレビ東京系列）
- 日曜ビッグバラエティ（テレビ東京系列）
- 運命の旅路 〜元通訳兵の戦後〜（岡山放送製作）
- カートゥーン・シアター（カートゥーン ネットワーク）
- テレンス・コンランのホームデザイン倶楽部（テレビ朝日系列）
- 踊る!大警察24時（フジテレビ系列）
- 実録!犯罪列島（TBS系列）
- 東北地方太平洋沖地震・JNN報道特別番組（TBS系列、2011年3月12日）
- 関口宏の昭和青春グラフィティ（BS-TBS）
- ドキュメンタリー八甲田山（イタリアと日本の合作映画・2014年）
- 逮捕の瞬間!密着24時（フジテレビ系列）
- カスペ!・マカフシ 摩訶不思議な謎解き推理ショー（フジテレビ系列）
- 全力!脱力タイムズ（フジテレビ系列）
- 三宅裕司のふるさと探訪 〜こだわり田舎自慢〜（BS日テレ）
- 水トク!（TBS系列）
  - 今夜あの未解決事件を超能力軍団が徹底捜査 X-MENジャパン（2016年6月1日）
  - 世界の怖い夜!（2016年8月3日）
  - 「林修の歴史ミステリー」
    - 〜新説!徳川埋蔵金は東京湾の海底に!?〜（2017年11月15日）
    - 世界の2大黄金伝説大発掘!新説!徳川埋蔵金&クレオパトラの墓（2018年1月3日）
- テレメンタリー2017「闇の錬金術〜福岡で"金塊事件"が相次ぐ理由」（2017年6月25日、テレビ朝日・九州朝日放送制作）
- 世界の村のどエライさん（関西テレビ・フジテレビ系列）
- 熱狂のフィールド〜極みの方程式（BSフジ）
- 洋上の激闘!巨大マグロ戦争
- 日本人の知らない!世界の過激&絶景アドベンチャー（2022年12月9日、NHK BS1）

### テレビ番組
- カックラキン大放送（1982年、日本テレビ）※同年ヒットした『バスクリンのCM』のセルフパロディで顔出し出演
- トリビアの泉 〜素晴らしきムダ知識〜（2006年、フジテレビ）
- ワンナイR&R『ゴリケル・ジャクソンの真実』（フジテレビ)※上記の通り、元ネタである『マイケル・ジャクソンの真実 〜緊急独占放送 密着240日〜』（日本版）でもナレーターを務めた。
- 日立 世界・ふしぎ発見!（声の出演）
- NHKスペシャル（ボイスオーバー）

### テレビドラマ
- 伝七捕物帳
- 世にも奇妙な物語20周年スペシャル・春 〜人気番組競演編〜「まる子と会える町」（さくらヒロシの声）
- ウィークエンドスペシャル「五大陸横断 20世紀列車がゆく オリエント幻想の果てに〜ヨーロッパ オリエント急行の旅〜」（1997年、出演・林望、NHK、ナレーション）

### CM
- バスクリン（1981年 - 1982年、津村順天堂）萩本欽一とのシリーズCM。 ※顔出し出演。サーファー、会社員、郵便屋ほか役。
- バイナリィランド&ボンバーマンCM
- ボンバーマン（ハドソン）
- 高橋名人の冒険島II（ハドソン）
  - 高橋名人の冒険島III
  - 高橋名人の新冒険島（ハドソン）
- 亀の恩返し〜ウラシマ伝説〜（ハドソン）
- バーコードバトラー（エポック社）
- PC原人（ハドソン）
  - FC原人（ハドソン）
- ボンバーボーイ（ハドソン）
- たまごめん（ナレーション、1989年、ハウス食品）
- スーパーボンバーマン（ハドソン）
- CD電人 ロカビリー天国（ハドソン）
- ドラゴンクエストI・II（エニックス）
- 美神伝説Zoku（マジファクト）
- 3Dシューティングツクール（アスキー）
- ウィザードリィ外伝IV 胎魔の鼓動（アスキー）
- ウルトラマン 怪獣帝国の逆襲（バンダイ）
- ウルトラマン 光の巨人伝説（バンダイ）
- ロックマンゼクス（カプコン）
- 牛キャベ丼（ほっともっと）
- 熱血最強ゴウザウラー 玩具CM（ナレーション、1993年、トミー）
- ビーファイターカブト「ネオビートマシン」（ナレーション、1996年、バンダイ）
- トリス〈エクストラ〉 / トリスハイボール缶 / トリス〈クラシック〉（2010年 - 、サントリー）※ナレーション、およびアンクルトリスの声

### 舞台
- 飛べ!京浜ドラキュラ（1982年12月 / シアター・アプル、81プロデュース 提携公演）

### 歌
- ディスコ・ダイゴロン - ヤットデタマンのダイゴロンのキャラクターソング。歌詞は「相撲用語の連呼」からなる。「タイムボカン名曲大全」や「タイムボカン名曲の夕べ」などに収録。
- Greatグレテル - メイプルタウン物語のグレテルのキャラクターソング。『メイプルタウン物語 ヒット曲集』に収録。

### その他のコンテンツ
- カセット版世界おはなし名作全集 第5巻 おやゆびひめ（1990年1月1日、小学館、火うちばこの朗読）
- 高橋名人の忍者ハットリくん攻略ビデオ（ナレーション）
- 冒険電話遊び塾（ハドソン・テレホンサービスのナビゲーター）
- テレホンPC遊び塾（ハドソン・テレホンサービスのナビゲーター）
- テレホンPCランド（ハドソン・テレホンサービスのナビゲーター）
- ハドソン全国キャラバン（1990年・1991年）※福島大会にプレゼンターでゲスト出演
- トランスフォーマーZ プロモーションビデオ（ダイアトラス）
- E.T. アドベンチャー（本官エドワード）
- 東京ディズニーリゾート
  - 東京ディズニーランド
    - ピーターパン空の旅（ラスティ）

  - 東京ディズニーシー
    - ソアリン:ファンタスティック・フライト（アナウンス）
    - マーメイドラグーンシアター（アナウンス[注 2]）

### シリーズ一覧
1. ↑  第1期（1990年 - 1992年）、第2期（1995年 - ）
2. ↑  『異世界食堂』（2017年）、『異世界食堂2』（2021年）
3. ↑  Season 3 Part 1（2018年）、The Final Season Part 2（2022年）
4. ↑  『[前編] 君の列車は生存戦略』、『[後編] 僕は君を愛してる』
5. ↑  『夜叉篇』（1989年）[81]、『聖剣戦争篇』（1990年）[82]、『最終章　風魔反乱篇』（1992年）[83]
6. ↑  『NEO』（2006年）、『METEOR』（2007年）、『ZERO』（2024年）

### 初出話一覧
1. ↑  第3話初出
2. ↑  第80話初出
3. ↑  第2話初出